# Ranebukta
Die Ranebukta (norwegisch für Raubbucht) ist eine Bucht an der Prinzessin-Astrid-Küste des ostantarktischen Königin-Maud-Lands. Sie liegt auf der Ostseite der Landspitze Breiodden und wird nach Westen durch das Vigridisen begrenzt.
Wissenschaftler des Norwegischen Polarinstituts benannten sie. Der weitere Benennungshintergrund ist nicht überliefert.